# لاچدونیا
لاچدونیا (به ایتالیایی: Lacedonia) یک کومونه در ایتالیا است که در استان آولینو واقع شده‌است.

## خصوصیات
لاچدونیا ۸۱ کیلومترمربع مساحت و ۲٬۹۰۰ نفر جمعیت دارد و ۷۳۲ متر بالاتر از سطح دریا واقع شده‌است.

## خواهرخوانده
شهر لاونا پونت ترسا خواهرخواندهٔ لاچدونیا هست.